# توماس جونستون
توماس جونستون هو سياسي كندي، ولد في 30 أكتوبر 1821، وتوفي في 30 يوليو 1903. حزبياً، نشط في الحزب الليبرالي في نوفا سكوشا ‏. وقد انتخب عضو مجلس نواب نوفا سكوتيا.